# Кханг (народ)
Кханг, также скахао, — народ, принадлежащий к группе моны горные. Обитает в провинциях Лайтяу и Шонла (северо-запад Вьетнама). Кханг один и из старейших народов, заселяющих северо-запад Вьетнама.

## Общие сведения

### Численность
Общая численность около 10 тыс. человек (по данным на 1999 год). Наиболее распространённым языком является кханг, используется также язык тхай. Язык их тесно родственен с ксингмул и кхму.

### Вероисповедание
Кханг придерживаются традиционных культов — развито почитание предков, а также духов природы (деревьев, земли и т. п.). Главным религиозным праздником является наступление Нового года, отмечающееся в ноябре. Согласно данным за 1995 год, около половины кханг исповедуют буддизм.

## Традиционная культура

### Традиционные занятия
Кханг занимаются сельским хозяйством традиционного типа. Широко распространено террасное земледелие, выращиваются культуры риса, кукурузы, батата и проч. Средства производства традиционные (до сих пор используется подсечно-огневое земледелие и т. п.). Развита охота, животноводство (крупный рогатый скот), сохраняют своё значение поныне рыболовство и собирательство. Из ремесел развиты кузнечное дело, обработка дерева, ткачество.

### Быт
Кханг живут общинами в небольших поселениях, находящихся, в основном, на берегах рек. Дома строят свайные, с небольшим количеством комнат. На традиции, национальный костюм, фольклор тхангов оказали значительное влияние тайцы.